# Antoniu Buci
Antoniu Buci (* 21. Januar 1990) ist ein rumänischer Gewichtheber.

## Karriere
Antoniu Buci nahm an den Olympischen Sommerspielen 2008 in Peking teil, wo er in der Gewichtsklasse bis 62 kg den vierten Platz mit einer Gesamtleistung von 295 kg erringen konnte.
Bei den Weltmeisterschaften belegte er 2006 den zwanzigsten Platz in der Kategorie bis 56 kg mit einer Leistung von 235 kg und 2007 den 22. Platz in der Kategorie bis 62 kg mit einer Leistung von 272 kg.